# Kunstbygningen i Vrå
Kunstbygningen i Vrå er et kunstmuseum i Vrå i Vendsyssel, der primært udstiller værker af medlemmer af kunstnersammenslutningen Vrå-udstillingen.
Museet er hjemsted for Engelundsamlingen, der består af over 900 værker af maleren Svend Engelund, der var med til at stifte Vrå-udstillingen i 1942. Museets samling omfatter derudover 300 værker af Vrå-udstillingens øvrige kunstnere.
Kunstbygningen blev indviet i 1992 i forbindelse med, at Svend Engelund skænkede en større samling af egne malerier, tegninger og skitser. Siden er bygningen udvidet til dobbelt størrelse.
Hvert år i august afholder Vrå-udstillingen sin årlige udstilling i kunstbygningen.
Den internationale biennale for ung europæisk samtidskunst, JCE Biennalen, der turnerer i syv europæiske lande, kommer til Kunstbygningen i Vrå hvert andet år. Museet står for at udpege de otte danske kunstnere til udstillingen.